# Хованесс, Алан
Алан Хованесс (англ. Alan Hovhaness, арм. Ալան Յովհաննէս; 8 марта 1911, Сомервилл (Массачусетс) — 21 июня 2000, Сиэтл) — американский композитор, пианист, органист, дирижёр и педагог армяно-шотландского происхождения, один из наиболее плодовитых композиторов XX века. Оказал влияние на развитие алеаторики, способствовал синтезу музыкальных культур Запада и Востока, своим творчеством во многом предвосхитил музыкальный минимализм. Список сочинений Хованесса насчитывает 434 опуса, однако, многие опусы фактически состоят из двух и более произведений, увеличивая, таким образом, общее количество сохранившихся сочинений композитора до более чем 500. Среди произведений композитора особенно выделяются его 67 симфоний.

## Биография

### Детство

Алан Хованесс с родителями в 1927 году

При рождении и до 1930-х годов композитор именовался Аланом Ованесом Чакмакджяном, но потом взял фамилию Hovhaness. Отец, Арутюн Ованес Чакмакджян, был армянином, выходцем из Османской империи, преподавал химию в колледже Тафт, а также был автором англо-армянского словаря; мать, Мадлен Скотт — шотландского происхождения. В возрасте 4 лет маленький Алан Ованес делает первые попытки сочинять, при этом используя собственную систему нотации, читать традиционную нотацию научился в 7 лет, а в 5 лет импровизирует на органе. Тогда же они с семьей переехали в Арлингтон (штат Массачусетс). В детстве ему казалось, что музыку у себя в голове слышат все люди, и только когда в школе после прослушивания одного музыкального произведения учитель сказал, что его написал Шуберт, маленький Алан понял, что заблуждался.
Ещё обучаясь в школе, Хованесс брал уроки игры на фортепиано у знаменитого немецкого пианиста, ученика Теодора Лешетицкого, Гайнриха Гебхарда. Лешетицкий был учеником Карла Черни, который в свою очередь учился у Бетховена. Тогда же создает 2 оперы и открывает для себя музыку армянского композитора Комитаса.

### Учёба
После окончания средней школы в 1929 году Хованесс учится в престижнейшей Консерватории Новой Англии в Бостоне под руководством композитора Фредерика Конверса. В 1934 году вместе со своей первой женой предпринимает поездку в Финляндию к своему музыкальному кумиру Яну Сибелиусу. Финский маэстро, послушав произведения Хованесса, отметил его несомненный мелодический дар, однако, сказал ему, что на данный момент его музыка представляет собой нечто среднее между музыкой Генделя и его собственной. Сибелиус порекомендовал Алану вырабатывать свой собственный музыкальный язык. После отъезда Хованесса из Финляндии композиторы 20 лет состояли в переписке.
В 1942 году Хованесс проходит стажировку в Тэнглвуде в мастер-классе известного чешского композитора Богуслава Мартину, однако, за это время они общались лишь один раз.

### Путешествия
С 1959 по 1963 год Хованесс предпринимает ряд исследовательских поездок в Азию и на Гавайи. За счёт гранта программы Фулбрайт с 1959 по 1960 год он изучает южноиндийскую (карнатическую) музыку в Мадрасе. За это время он собрал 308 раг и обучался искусству игры на вине. В Мадрасе он создал пьесу под названием «Нагуран» («Nagooran»), исполненную Южноиндийским оркестром Всеиндийского радио. Сочинение это имеет две редакции: одна (Oр. 237 № 1, 1960) написана для оркестра южноиндийских инструментов, а вторая (Oр. 237 № 2, 1964) — для виолончели и ансамбля ударных. Североиндийскую музыку (хиндустани) композитор начал изучать ещё в 1930-е годы в Бостоне под руководством старшего брата Рави Шанкара — Удая. Её влиянием отмечены такие произведения Хованесса как «Мадрасская соната» для фортепиано («Madras Sonata», Op. 176, окончательная редакция: 1959), созданная по заказу Академии музыки Мадраса и впервые исполненная в 1960 году в этом городе, а также пьеса «Над заколдованной землёй» («Upon Enchanted Ground», Ор. 90 № 1, 1951) для флейты, виолончели, арфы и там-тама.
Весну 1962 года композитор проводит на Гавайях, изучая под руководством Масатоси Сямото традиционную японскую музыку гагаку. В этот период он — «композитор в резиденции» Центра Восток-Запад Гавайского Университета. Хованесс осваивает традиционные духовые инструменты хитирики, сё и рютэки. Грант Фонда Рокфеллера позволил ему в 1962—1963 годах продолжить изучение гагаку в самой Японии под руководством Масатаро Тоги. Под влиянием гагаку Хованесс пишет свою «Фантазию на темы японских гравюр» для ксилофона с оркестром («Fantasy on Japanese Woodprints», for xylophone and orchestra, Op. 211, 1964). Наряду с Японией в 1962 году Хованесс посещает Южную Корею, где изучает старинную придворную музыку аак. В результате этого путешествия на свет появляются такие произведения, как Шестнадцатая симфония, озаглавленная «Каягым» (Symphony No. 16 («Kayagum»), for six Korean instruments and chamber orchestra, Op. 202, 1962), названная в честь солирующей в ней традиционной корейской цитры, а также камерная симфония «Горы и реки без конца» («Mountains and Rivers without End», chamber symphony for 10 players, Op. 225, 1968), написанная под впечатлением от одноимённой картины корейского художника Ли Инмуна.
В 1965 году в составе финансируемой правительством США делегации он посетил Грузию и родину своих предков Армению. Во время пребывания в Армении он пожертвовал принадлежавшие ему манускрипты с армянской литургической музыкой Государственному музею искусств и литературы им. Егише Чаренца в Ереване.

### Сотрудничество с музыкантами
Произведения Алана Хованесса вызывали живой интерес у многих известных исполнителей XX века. Его фортепианную пьесу «Таинственная флейта» («Mystic Flute», for piano, Op. 22, 1937) включал в свою концертную программу Сергей Рахманинов.
В 1942 году американской премьерой Первой симфонии («Симфонии Изгнания») Хованесса дирижировал Леопольд Стоковский. Он же стал первым исполнителем Второй («Таинственная гора», 1956) и Третьей симфонии (1956) композитора, а также в 1963 году познакомил американцев с его Пятнадцатой симфонией («Серебряное паломничество»). «Таинственная гора» сразу обрела большую популярность и стала одним из самых исполняемых симфонических произведений Хованесса, в частности, его включал в свой репертуар Фриц Райнер. Тридцать шестая симфония была написана специально по заказу французского флейтиста Жан Пьера Рампаля и исполнена под управлением Мстислава Ростроповича. В 1969 году специально для Иегуди Менухина и Рави Шанкара композитор написал «Шамбалу», концерт для скрипки и ситара с оркестром. В 1979 году Карлос Сантана использовал в своей композиции «Transformation Day», вошедшей в альбом «Oneness: Silver Dreams — Golden Reality», тему из Второй симфонии Хованесса «Таинственная гора».
В 1989 году Кейт Джарретт записал его «Lousadzak», концерт для фортепиано и струнных. Одна из многочисленных записей «Молитвы св. Григория» («Prayer of St. Gregory» (interlude from opera «Etchmiadzin»), for trumpet and string orchestra, Op. 62b, 1946) принадлежит знаменитому американского джазовому трубачу Уинтону Марсалису. Записи многих его симфонических произведений впервые осуществил известный американский дирижёр Джерард Шварц. Среди других дирижёров, исполнявших сочинения Хованесса, были Уильяма Стрикленда, Сэйдзи Одзаву, Денниса Рассела Дэвиса и Вахтанга Жордания. По заказу балетмейстера Марты Грэхем Хованесс пишет музыку к трём её постановкам: Ardent Song (1954), Circe (1963) и Myth of a Voyage (1973). Первые два балета стали, соответственно, Тринадцатой и Восемнадцатой симфониями.

### Педагогическая деятельность
С 1948 по 1951 год преподавал в Бостонской консерватории. Среди его учеников был знаменитый новатор джаза Сэм Риверз.

### Мнения современников
Творчество Хованесса вызывало самые разнообразные отклики: от восторженных дифирамбов до обвинений в легковесности.
В 2000 году американский композитор Лу Харрисон назвал Хованесса «одним из величайших мелодистов XX века».
В статье в Musical Quarterly, вышедшей в июле 1951 года, выдающийся американский композитор Генри Кауэлл высказал следующую мысль:

Западные композиторы, которые возвращаются к периоду до XVI столетия, преднамеренно избегают любого влияния современности, называют себя «неоклассическими». Их музыка часто кажется «заторможенной», поскольку их подход представляет собой крайнюю форму консерватизма. Музыка Хованесса… кажется современной (но не ультрасовременной) естественным и свободным образом, потому что он нашёл новые методы использовать архаичные материалы, которые он берет за основу, следуя за их естественной тенденцией к модальным секвенциям и полимодальности. Его новшества не порывают с более ранними традициями. Его волнующая, протяжная музыка, блестяще написана и уникальна по своему стилю. Это современное развитие архаичного духа, вообще не напоминающее никакую другую музыку.
В 1960 году Леонард Бернстайн отметил:

Некоторые сочинения Хованесса очень, очень хороши.

Однако во время учёбы в Тэнглвуде, случайно услышав исполнение одного из его произведений, тот же Бернстайн язвительно сказал:

Я не могу слушать эту дешёвую музыку гетто!

В 1987 году музыкальный критик The Boston Globe Ричард Буль так охарактеризовал музыку Хованесса:

Хотя его принято считать «армянским» композитором (по аналогии с тем, как Эрнеста Блоха считают композитором «еврейским»), его творчество ассимилирует музыку многих культур. Самым американским в его творчестве является тот способ, которым он превращает эти разрозненные элементы в своего рода экзотику. Атмосфера его музыки умиротворенна, благоговейна, окрашена мистикой и ностальгией.

### Признание

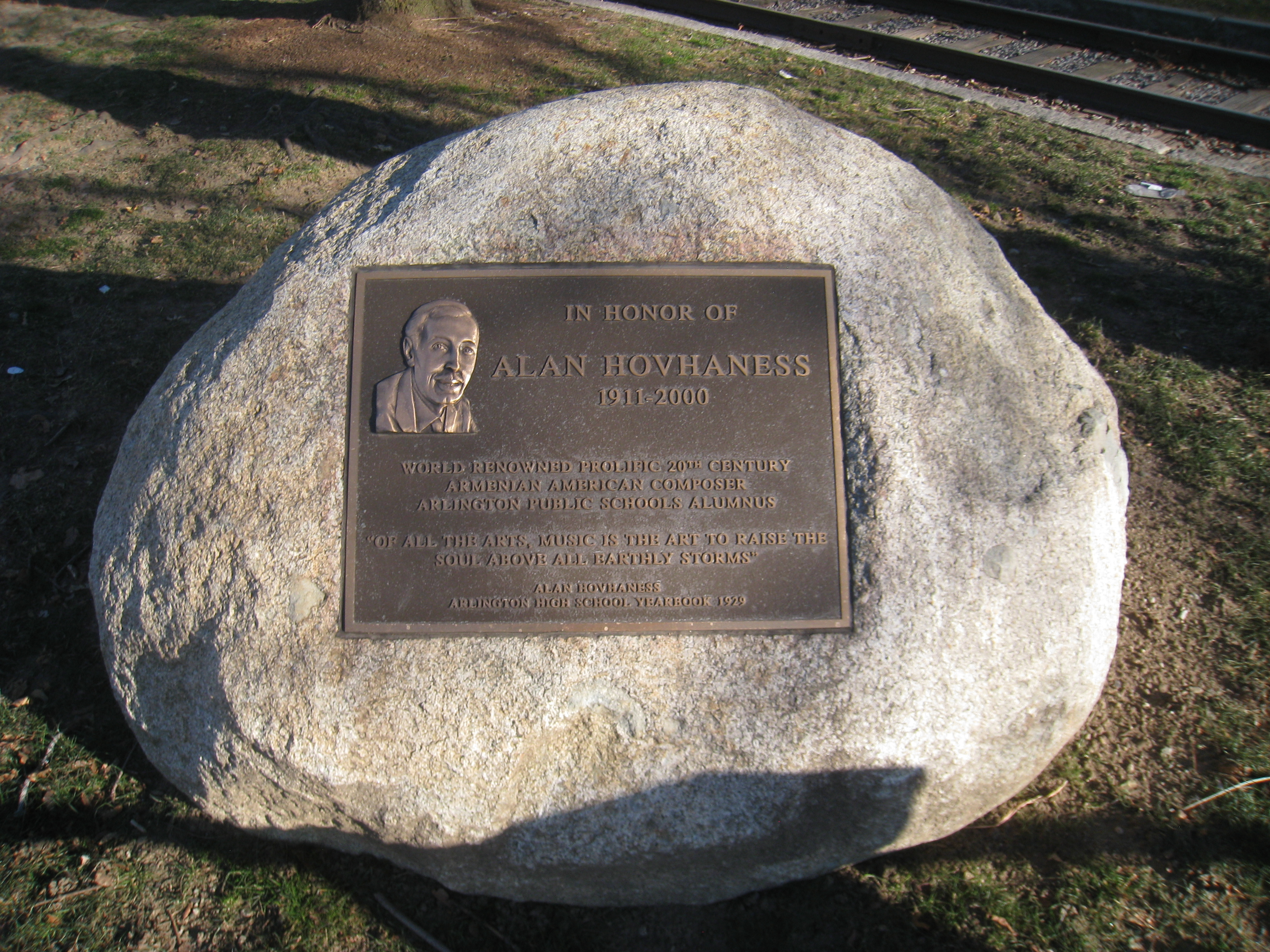
Мемориальная доска в честь Хованесса в Арлингтоне

В 1951 году Хованесс стал членом Национального института искусств и писем. Впоследствии он получил почетные степени доктора музыки от университета Рочестера (1958), Бейтс Колледжа (1959), и Бостонской Консерватории (1987). В общей сложности у Хованесса было 5 почетных степеней. 17 мая 2009 года в Джефферсон Каттер Хаус в Арлингтоне была открыта мемориальная доска в честь композитора

### Семейная жизнь
За свою долгую жизнь композитор был женат 6 раз. Первая супруга — художница Марта Мотт Дэвис. Крестным отцом их дочери Джины Кристины был Ян Сибелиус. Четвёртая жена — танцовщица Серафина Ферранте. Пятая супруга — пианистка Элизабет Уиттингтон, ученица знаменитого Мечислава Хоршовского. С шестой женой, певицей и актрисой Хинако Фудзихара, Хованесс прожил 23 года вплоть до своей смерти. Ей композитор посвятил ряд своих произведений. Совместно они основали звукозаписывающую компанию Fujihara Records, занимающуюся продвижением творчества Хованесса. В настоящее время её возглавляет дочь композитора от первого брака клавесинистка Джин Нэди.

## Избранные сочинения

### Оперы и оперетты
- Daniel, без номера ор. (1925), опера
- Lotus Blossom, без номера ор. (1929), опера
- Etchmiadzin, Ор. 62 (1946), опера
- The Burning House, Ор. 185 (1960[10]), опера в 1 акте
- Pilate, Ор. 196 (1963), опера в 1 акте
- Spirit of the Avalanche, Ор. 197 (1962), опера в 1 акте
- The Travellers, Ор. 215 (1965), опера в 1 сцене
- Afton Water, Op. 248 No. 1 (1951), оперетта, по одноимённой пьесе У. Сарояна
- Pericles, Ор. 283 (1975), опера, по одноимённой пьесе У. Шекспира и Д. Уилкинса
- Tale of the Sun Goddess Going into the Stone House, Ор. 323 (1978, ред. 1981, ред. 1988), опера
- The Frog Man, Ор. 407 (1987), камерная опера

### Балеты и танцевальные драмы
- Circe, Ор. 204 (1963)
- The Leper King, Ор. 219 (1965[10])
- A Rose for Miss Emily, Op. 229 No. 2 (1970)
- Dream of a Myth, Ор. 260 (1973)
- God, the Reveller, Ор. 408 (1987)

### Симфонии
- Симфония No. 1 — Exile, Op. 17 No. 2 (1937, ред. 1970), для оркестра
- Симфония No. 2 — Mysterious Mountain, Op. 132 (1955), для оркестра
- Симфония No. 3, Op. 148 (1956), для оркестра
- Симфония No. 4, Op. 165 (1959), для духового оркестра
- Симфония No. 5 — Short Symphony, Op. 170 (1953, ред. 1963), для оркестра
- Симфония No. 6 — Celestial Gate, Op. 173 (1959), для камерного оркестра
- Симфония No. 7 — Nanga Parvat, Op. 178 (1959), для духового оркестра
- Симфония No. 8 — Arjuna, Op. 179 (1947), для фортепиано и оркестра
- Симфония No. 9 — Saint Vartan, Op. 180 (1949-50), для оркестра
- Симфония No. 10 — Vahaken, Op. 184 (1959), для оркестра
- Симфония No. 11 — All Men Are Brothers, Op. 186 (1960, ред. 1969), для оркестра
- Симфония No. 12 — Choral, Op. 188 (1960), для хора, магнитофонной ленты и оркестра
- Симфония No. 13, Op. 190 (1953), для оркестра
- Симфония No. 14 — Ararat, Op. 194 (1960), для духового оркестра
- Симфония No. 15 — Silver Pilgrimage, Op. 199 (1962), для оркестра
- Симфония No. 16 — Kayakeum, Op. 202 (1962), для шести корейских инструментов и оркестра
- Симфония No. 17 — Symphony for Metal Оркестра, Op. 203 (1963), для шести флейт, трех тромбонов и пяти ударных
- Симфония No. 18 — Circe, Op. 204a (1963), для оркестра
- Симфония No. 19 — Vishnu, Op. 217 (1966), для оркестра
- Симфония No. 20 — Three Journeys to a Holy Mountain, Op. 223 (1968), для духового оркестра
- Mountains and Rivers Without End, Ор. 225 (1968), камерная симфония для 10 исполнителей
- Симфония No. 21 — Etchmiadzin, Op. 234 (1968), для камерного оркестра
- Симфония No. 22 — City of Light, Op. 236 (1970), для оркестра
- Симфония No. 23 — Ani, Op. 249 (1972), для большого духового оркестра и духового ансамбля ad libitum
- Симфония No. 24 — Majnun, Op. 273 (1973), для тенора соло, трубы, скрипки, хора и струнного оркестра
- Симфония No. 25 — Odysseus, Op. 275 (1973), для оркестра
- Симфония No. 26, Op. 280 (1975), для оркестра
- Симфония No. 27, Op. 285 (1976), для оркестра
- Симфония No. 28, Op. 286 (1976), для оркестра
- Симфония No. 29, Op. 289 (1976), для баритона и оркестра
- Симфония No. 30, Op. 293 (1952-76), для камерного оркестра
- Симфония No. 31, Op. 294 (1976-77), для струнного оркестра
- Симфония No. 32 — The Broken Wings, Op. 296 (1977), для оркестра
- Симфония No. 33, Op. 307 (1977), для камерного оркестра
- Симфония No. 34, Op. 310 (1977), для басового тромбона и струнного оркестра
- Симфония No. 35, Op. 311 (1978), для двух оркестров: корейских инструментов и симфонического
- Симфония No. 36, Op. 312 (1978), для флейты и оркестра
- Симфония No. 37, Op. 313 (1978), для оркестра
- Симфония No. 38, Op. 314 (1978), для высокого сопрано, флейты, трубы и струнного оркестра
- Симфония No. 39, Op. 321 (1978), для гитары и оркестра
- Симфония No. 40, Op. 324 (1979), для оркестра
- Симфония No. 41, Op. 330 (1979), для оркестра
- Симфония No. 42, Op. 332 (1979), для оркестра
- Симфония No. 43, Op. 334 (1979), для гобоя, трубы, литавр и струнного оркестра
- Симфония No. 44, Op. 339 (1980), для оркестра
- Симфония No. 45, Op. 342 (1954), для оркестра
- Симфония No. 46 — To the Green Mountains, Op. 347 (1980), для оркестра
- Симфония No. 47 — Walla Walla, land of many waters, Op. 348 (1980), для колоратурного сопрано и оркестра
- Симфония No. 48 — Vision of Andromeda, Op. 355 (1981), для оркестра
- Симфония No. 49 — Christmas Symphony, Op. 356 (1981), для струнного оркестра
- Симфония No. 50 — Mount St. Helens, Op. 360 (1982), для оркестра
- Симфония No. 51, Op. 364 (1982), для трубы и струнного оркестра
- Симфония No. 52 — Journey to Vega, Op. 372 (1983), для оркестра
- Симфония No. 53 — Star Dawn, Op. 377 (1983), для духового оркестра
- Симфония No. 54, Op. 378 (1983), для оркестра
- Симфония No. 55, Op. 379 (1983), для оркестра
- Симфония No. 56, Op. 380 (1983), для оркестра
- Симфония No. 57 — Cold Mountain, Op. 381 (1983), для сопрано или тенора соло, кларнета и струнного оркестра
- Симфония No. 58 — Symphony Sacra, Op. 389 (1985), для сопрано и баритона соло, хора и камерного оркестра
- Симфония No. 59, Op. 395 (1985), для оркестра
- Симфония No. 60 — To The Appalachian Mountains, Op. 396 (1985), для оркестра
- Симфония No. 61, Op. 397 (1986), для оркестра
- Симфония No. 62 — Oh Let Man Not get These Words Divine, Op. 402 (1987—88), для баритона соло, трубы и струнного оркестра
- Симфония No. 63 — Loon Lake, Op. 411 (1988), для оркестра
- Симфония No. 64 — Agiochook, Op. 422 (время создания неизвестно), для трубы и струнного оркестра
- Симфония No. 65 — Artsakh, Op. 427 (1991), для оркестра
- Симфония No. 66 — Hymn to Glacier Peak, Op. 428 (1992), для оркестра
- Симфония No. 67 — Hymn to the Mountains, Op. 429 (1992), для оркестра

### Другие сочинения для оркестра
- Monadnock, Op. 2 No. 1 (1936), фантазия для оркестра
- Storm on Mt. Wildcat, Op. 2 No. 2 (1931, ред. 1936), фантазия для оркестра
- Сюита для духового оркестра, Ор. 15 (1948)
- Вариации и фуга для оркестра, Ор. 18 (1963)
- Псалом и фуга для струнного оркестра, Ор. 40а (1940)
- Аллелуйя и фуга для струнного оркестра, Ор. 40b (1940)
- Celestial Fantasy, Ор. 44 (1935—44), для струнного оркестра
- Армянская рапсодия № 1 для ударных и струнного оркестра, Ор. 45 (1944)
- Армянская рапсодия № 2 для струнного оркестра, Ор. 51 (1944)
- Island Sunrise, Ор. 107 (1964): партитура и партии
- Meditation on Orpheus, Ор. 155 (1957—58, ред. 1970): партитура и партии
- Армянская рапсодия № 3 для струнного оркестра, Ор. 189 (1944)
- Mountain of Prophecy, Ор. 195 (1960)
- Meditation on Zeami, Ор. 207 (1963)
- Floating World (Ukiyo), Ор. 209 (1964), баллада для оркестра: партитура
- Ode to the Temple of Sound, Ор. 216 (1965)
- The Holy City, Ор. 218 (1965[10]), для камерного оркестра
- And God Created Great Whales[11], Op. 229 No. 1 (1970), для оркестра и магнитофонной записи: партитура и партии
- Nagooran, Op. 237 No. 1 (1960), для оркестра южноиндийских инструментов
- Ruins of Ani, Op. 250 No. 2 (1972), для струнного оркестра
- Copernicus, Ор. 338 (1960), симфоническая поэма
- Греческая рапсодия № 2, Ор. 341 (1972)

### Концерты и другие сочинения для оркестра и солирующего инструмента
- Концерт для виолончели с оркестром, Op. 17 No. 1 (1937)
- Lousadzak, Ор. 48 (1944), для фортепиано и струнного оркестра
- Khrimian Hairig, Ор. 49 (1944), для трубы и струнного оркестра
- Elibris, Ор. 50 (1944), концерт для флейты и струнного оркестра
- Prayer of Saint Gregory, Op. 62b (1946), для трубы и струнного оркестра (или фортепиано)
- Haroutiun, Ор. 71 (1948), для трубы и струнного оркестра
- Zartik Parkim, Ор. 77 (1948), концерт для фортепиано и камерного оркестра
- Artik, Ор. 78 (1948), концерт для валторны и струнного оркестра
- Janabar, Ор. 81 (1949), для скрипки, трубы, фортепиано и струнного оркестра
- Talin, Op. 93 No. 1 (1951—52), концерт для альта и струнного оркестра
- Партита для фортепиано и струнного оркестра, Op. 98 No. 1 (время создания неизвестно)
- 7 Greek Folk Dances, Ор. 150 (1956), для гармоники и струнного оркестра (или фортепиано)
- Концерт для аккордеона с оркестром, Ор. 174 (1959)
- Fantasy on Japanese Wood Prints, Ор. 211 (1964), для ксилофона с оркестром: партитура
- Return and Rebuild the Desolate Places, Ор. 213 (ок. 1959), для трубы и духового оркестра
- Shambala, Ор. 228 (1969[12]), концерт для скрипки и ситара с оркестром
- Khorhoort Nahadagats, Ор. 251 (1972), для уда (или лютни, или гитары) и струнного квартета (или оркестра)
- Концерт для арфы и струнного оркестра, Ор. 267 (1973)
- Ode to Freedom, Ор. 284 (1976), для скрипки и оркестра
- Rubaiyat, Ор. 308 (1975), для чтеца, аккордеона и оркестра: партитура и партии
- Концерт № 1 для гитары с оркестром, Ор. 325 (1979)
- Концерт для сопранового саксофона и струнного оркестра, Ор. 344 (1980)
- Концерт № 2 для гитары с оркестром, Ор. 394 (1985)
- Концерт для гобоя с оркестром, Ор. 430 (1992)
- Концерт № 2 для скрипки с оркестром, Ор. 431 (1993)

### Камерная музыка
- Фортепианное трио, Ор. 3 (1935?)
- Струнный квартет № 1, Ор. 8 (1936)
- Фортепианный квинтет № 1, Ор. 9 (1926, ред. 1962)
- Соната для скрипки и фортепиано, Ор. 11 (1937)
- Прелюдия и фуга для гобоя (или флейты) и фагота, Ор. 13 (1935, ред. 1959)
- Сюита для английского рожка и фагота, Ор. 21 (1933)
- Lament, Ор. 25 (1935), для кларнета соло
- Invocations to Vahakn, Op. 54 No. 1 (1945), для фортепиано и ударных инструментов
- Chahagir, Ор. 56 No. 1 (1944), для альта соло
- Upon Enchanted Ground, Ор. 90 No. 1 (1951), для флейты, виолончели, арфы и там-тама
- Фортепианный квинтет № 2, Ор. 109 (1964)
- Соната для рютэки (или флейты) и сё (или органа), Ор. 121 (время создания неизвестно)
- Дуэт для скрипки и клавесина, Ор. 122 (1957)
- Соната для 2 гобоев и органа, Ор. 130 (1963-64)
- Струнный квартет № 2, Ор. 147 (1950)
- Квинтет для духовых инструментов, Ор. 159 (1960, ред. 1965)
- Соната для хитирики (или гобоя) и сё (или органа), Ор. 171 (1962)
- Соната № 1 для трубы и органа, Ор. 200 (1962)
- Струнное трио [№ 1], Ор. 201 (ок. 1962)
- Струнный квартет № 3, Op. 208 No. 1 (1968)
- Струнный квартет № 4, Op. 208 No. 2 (1970)
- Nagooran, Op. 237 No. 2 (1964), для виолончели и ударных инструментов
- Соната для 2 фаготов (или фагота и виолончели), Ор. 266 (1973)
- Струнный квартет № 5, Ор. 287 (1976)
- Соната для 2 кларнетов, Ор. 297 (1977)
- Соната для кларнета и клавесина, Ор. 322 (1978)
- Трио для 3 саксофонов, Ор. 331 (1979)
- Соната № 2 для трубы и органа, Ор. 349 (1981)
- Соната для альтовой блокфлейты и клавесина, Ор. 387 (1984)
- Струнное трио [№ 2], Ор. 403 (1986)
- Соната для флейты и арфы, Ор. 406 (1987)
- Дуэт для скрипки и виолончели, Ор. 409 (1987)

### Сочинения для фортепиано и других клавишных инструментов
- 8 эскизов, без номера ор. (1933), для фортепиано
- Evening in the Hills, без номера ор. (1933), для фортепиано
- 3 прелюдии и фуги, Ор. 10 (1935), для фортепиано
- Sonata ricercare, Ор. 12 (1935), для фортепиано
- Фантазия, Ор. 16 (1952), для фортепиано
- Mystic Flute, Ор. 22 (1937), для фортепиано
- Two Ghazals, Ор. 36 (1933, ред. 1966), для фортепиано
- 12 Armenian Folk Songs, Ор. 43 (1943), для фортепиано
- Сюита, Ор. 96 (1954—1967), для фортепиано
- Jhala[13], Ор. 103 (1951), для фортепиано
- Сонатина, Ор. 120 (1962), для фортепиано
- Dawn Hymn, Ор. 138 (1953), для органа
- Lake of Van Sonata, Ор. 175 (1946, ред. 1959), для фортепиано
- Madras Sonata, Ор. 176 (1947, 1951, ред. 1959), для фортепиано
- Shalimar, Ор. 177 (1950, ред. 1951), сюита для фортепиано
- Laona, без номера ор. (1956), для фортепиано
- Poseidon Sonata, Ор. 191 (1957), для фортепиано
- Bardo Sonata, Ор. 192 (1959), для фортепиано
- Bare November Day, Ор. 210 (время создания неизвестно), для клавесина (или органа, или фортепиано, или клавикорда)
- Dark River and Distant Bell, Ор. 212 (время создания неизвестно), для клавесина (или фортепиано, или клавикорда)
- 5 Visionary Landscapes, Ор. 214 (1965[10]), для фортепиано
- Christmas Snow, без номера ор. (1979), для фортепиано
- Сонатина, Ор. 382 (1983), для органа
- Соната, Ор. 399 (1986), для фортепиано
- Consolation, Ор. 419 (1989), для фортепиано
- Hermit Thrush, Ор. 424 (время создания неизвестно), соната для органа
- Habakkuk, Ор. 434 (1995), для органа
- Bedouin, без номера ор. (19??), для фортепиано
- Dirge and Dance of the Wind, без номера ор. (19??), для фортепиано
- Star Dawn, без номера ор. (19??), 2 пьесы для фортепиано[14]

## Документальные фильмы об Алане Хованессе
- 1984 — Alan Hovhaness. Режиссёр Jean Walkinshaw, KCTS-TV, Сиэтл.
- 1986 — Whalesong. Режиссёр Barbara Willis Sweete, Rhombus Media.
- 1990 — The Verdehr Trio: The Making of a Medium. Program 1: Lake Samish Trio/Alan Hovhaness. Режиссёр Lisa Lorraine Whiting, Университет штата Мичиган.
- 2006 — A Tribute to Alan Hovhaness. продюсер Alexan Zakyan, Международный исследовательский центр Алана Хованесса в Ереване.

## Избранная нотография

### Советские и российские издания
- Звуки водопада [Jhala of the Waterfall, Op. 177 No. 8] / Обработка В. А. Максименко // Концертные пьесы для шестиструнной гитары. — М.: Советский композитор, 1985. — С. 45—47. — 48 с.
- Пьеса [Prayer of Saint Gregory, Op. 62b] // Пьесы зарубежных композиторов для трубы и фортепиано. — М.: Музыка, 1979. — С. 35—38. — 40 с.